# Sonate pour deux pianos (Mozart)
Pour les articles homonymes, voir Sonate pour deux pianos.
La Sonate pour deux pianos en ré majeur, KV 448/375a, est une œuvre de Wolfgang Amadeus Mozart composée en novembre 1781 à Vienne quand il avait 25 ans.
La sonate a été écrite pour un concert que Mozart donnait avec la pianiste Josepha Barbara Auernhammer le 23 novembre 1781. La sonate est une des rares œuvres de Mozart écrites pour deux pianos.
Le manuscrit est conservé dans la collection des autographes des Kunstsammlungen der Veste Coburg (à Cobourg).

## Structure
La sonate est en trois mouvements dans la forme sonate stricte.
1. Allegro con spirito, en ré majeur, à , 194 mesures, 2 sections répétées 2 fois (mesures 1 à 80 et mesures 81 à 194)
2. Andante, en sol majeur, à 
, 117 mesures, mesures 1 à 48 répétées deux fois
3. Molto allegro, en ré majeur, à 
, 390 mesures, mesures 1 à 16 répétées 2 fois

La durée de l'interprétation est d'environ 24 minutes.

## Effet Mozart
Selon la British Epilepsy Organization (organisme britannique), la recherche a suggéré que la sonate KV 448 de Mozart peut avoir un « effet Mozart », ce qui signifie que l'écoute de cette sonate améliorerait les compétences espace-temps et réduirait le nombre de convulsions des personnes atteintes d'épilepsie.
Aussi, selon le psychiatre Michel Lejoyeux, le fait d'écouter cette sonate plusieurs minutes par jour, agirait comme un antidépresseur naturel. Pour le neurologue John Hugues, ce phénomène s'expliquerait par le fait que certains motifs musicaux sont exposés à plusieurs reprises avec de légères variantes, ainsi que sur l'accent mis sur certaines notes.

### Source
- (en) Cet article est partiellement ou en totalité issu de l’article de Wikipédia en anglais intitulé « Sonata for Two Pianos in D major (Mozart) » (voir la liste des auteurs).
- WA Mozart – Sonate pour deux pianos en Ré Majeur K448 sur lamusiqueclassique.com